# Manuel Castells
Manuel Castells (născut Manuel Castells Oliván, n. 9 februarie 1942, Hellín, Castilia-La Mancha, Spania) este un sociolog spaniol asociat în mod special cu societatea informațională și Cercetarea în comunicare.
Studiul de cercetare dintre anii 2000-2009 al Indexului de citare al științelor sociale (conform, Social Sciences Citation Index) îl clasează pe locul cinci în topul celor mai citați oameni de știință în științele sociale pe plan internațional și cel mai citat om de știință în științele comunicării. Este membru al Colegiului de etică internațională și științe (conform International Ethical, Scientific and Political Collegium), o organizație de conducere și expertiză pentru dezvoltarea metodelor de preîntâmpinare a problemelor, în scopul creării unei lumi caracterizată de pace, dreptate socială și suport economic.